# Alhassane Keita (calciatore 1992)
Alhassane Keita (Conakry, 16 aprile 1992) è un calciatore guineano, attaccante dell'Hapoel Nof HaGalil.